# Joko Ribowo
Joko Ribowo (sinh ngày 15 tháng 3 năm 1989) là một cầu thủ bóng đá người Indonesia hiện tại thi đấu ở vị trí thủ môn cho Arema FC ở Liga 1.